# Witoortandkwartel
De witoortandkwartel (Odontophorus hyperythrus) is een vogel uit de familie Odontophoridae. De wetenschappelijke naam van de soort is voor het eerst geldig gepubliceerd in 1858 door Gould.

## Voorkomen
De soort is endemisch in Colombia.

## Beschermingsstatus
De totale populatie wordt geschat op 150-500 duizend volwassen vogels. Op de Rode Lijst van de IUCN heeft de soort de status niet bedreigd.